# Harvey (Dakota du Nord)
Pour les articles homonymes, voir Harvey.
La ville de Harvey est située dans le comté de Wells, dans l’État du Dakota du Nord, aux États-Unis. Lors du recensement de 2010, sa population s’élevait à 1 783 habitants.

## Personnalité liée à la ville
Michael Forest est né à Harvey en 1929.

## Démographie
| 1910  | 1920  | 1930  | 1940  | 1950  | 1960  |
| ----- | ----- | ----- | ----- | ----- | ----- |
| 1 443 | 1 590 | 2 157 | 1 851 | 2 337 | 2 365 |

| 1970  | 1980  | 1990  | 2000  | 2010  | - |
| ----- | ----- | ----- | ----- | ----- | - |
| 2 361 | 2 527 | 2 263 | 1 989 | 1 783 | - |

## Source
- (en) Cet article est partiellement ou en totalité issu de l’article de Wikipédia en anglais intitulé « Harvey, North Dakota » (voir la liste des auteurs).